# スターオーシャン ブルースフィア
『スターオーシャン ブルースフィア』（STAR OCEAN: BLUE SPHERE）は、エニックス（現スクウェア・エニックス）が2001年6月28日に発売したゲームボーイ / ゲームボーイカラー用ゲームソフト。

## 概要
『スターオーシャンシリーズ』の外伝的であり、『スターオーシャン セカンドストーリー』の直接の続編となっている。略称は「SOBS」。
前作の後日談的な位置付けで、前作から2年後の物語と設定されている。キャラクターデザインは漫画版『スターオーシャン セカンドストーリー』の作者である東まゆみが担当した。
ゲームボーイの機種によって、手に入るアイテムの種類など違うイベントが存在しており、貴重なアイテムを入手する事が出来る。また、キャラクターにはレベルは無く、好評だったスキル制がさらに特化し、ステータスや特技に大きく影響を与えるようになっている。振り分け方によって習得不可能なスキルも多数存在している。
そのゲームシステムやダンジョン構成から、やり込み勢向けのゲームとしてはゲームボーイの限界に迫った作品とされ、評価は高い。
2002年から『月刊少年ガンガン』で漫画版が水城葵によって連載された。
2009年に携帯電話のiアプリ（6月8日）、S!アプリ（12月16日）、EZアプリ（12月17日）にてグラフィックやサウンドを一新したリメイク版が配信された。

## ストーリー
宇宙は滅亡の危機に瀕していた。全宇宙を脅かす破壊紋章を操る邪悪なる存在"十賢者"。しかし彼らの野望は12人の英雄たちによって阻止された。全宇宙の命運を賭けた、12人の英雄たちと十賢者との戦いから2年後、宇宙は平穏を取り戻していた。
十賢者と戦った12人の英雄の1人、プリシスは故郷エクスペルから地球に移住し、趣味の発明に打ち込んでいた。そんなある日、プリシスはかつて共に戦った仲間、オペラとエルネストからのSOS信号を受ける。2人は未開惑星エディフィスの調査中、突如消息を絶ってしまったのだった。
それを知ったプリシスは、同じく地球に留学していたレオンと共に他の仲間を招集、ミッションの都合で参加できなかったクロードとレナを除いた8人で救援に向かう。しかし自作の宇宙船は、その星に近づくと突然のエンジントラブルが起こり制御不能になる。プリシス一行の宇宙船もまた、エディフィスに墜落してしまう…。未開の惑星に不時着した一行は、森でモンスターに襲われそうになった少年を助ける。

## システム
フィールドアクション（FA）
フィールド上で特殊なアクションを実行する。落とし穴を飛び越える「ジャンプ」や邪魔なブロックを移動させることができる「押す / 引く」などがある。
全員が覚えるFAと各キャラクター専用のFAがあり、これらをいかに使いこなせるかが、本作最大の醍醐味である。
戦闘
2Dで描画された平面マップ上でリアルタイムに行われる。操作が可能なキャラクターには△マークがついている。プレイヤーは操作するキャラクターをセレクトボタンで切り替えながら敵と戦う。
スキル
本作には「レベル」や「経験値」の概念が無い。したがって、いくら戦闘を繰り返してもキャラクターは成長しない。キャラクターを成長させるには、この「スキル」システムを理解する必要がある。
戦闘に勝利すると「スキルポイント（SP）」が得られる。SPを分配すると各種パラメータが上がり、「スキルレベル（SLV）」（最大レベルは10）も上がっていく。スキルには「技術スキル」、「感覚スキル」、「戦闘スキル」、「知識スキル」の4種類があり、各ジャンルの平均SLVが上昇するたびにそのジャンルの新たなスキルを習得してゆく。ただし、「技術スキル」と「感覚スキル」、「戦闘スキル」と「知識スキル」は相反関係にある。一方を成長させると、もう一方は成長させづらくなる。つまり、全種類のスキルを習得することは絶対にできない。また、特定のスキル同士の組み合わせが「必殺技」や「紋章術」、「FA」の習得条件にも絡んでくる。
大抵の場合、戦士系キャラクターは「戦闘スキル」「感覚スキル」を、紋章術師は「知識スキル」「技術スキル」を併用させる結論になる。なお、SPはパーティ全員で共有する（最大値は65535）。
アイテムクリエーション（IC）
前作同様、特定のスキル同士の組み合わせで、アイテムを作成できるようになる。本作のICは全てミニゲーム形式で行われる。ICの成功率は各SLVの平均値で決定されるので、成功率を上げるには、各SLVを上げればよい。または、成功率促進アイテムを入手すればよい。
プライベートアクション（PA）
本作のPAはサブイベント的な扱いで、ストーリーやエンディングに一切影響を与えない。例外として、レナとクロードをパーティに加える専用サブイベントがPA扱いされている。
町に入るとキャラクターが居ることがある。キャラクターに話しかけると通常は普通の会話のみだが、特定の時期に話しかけるとイベントが発生することがある。時には会話の途中に選択肢が表示され、選んだ選択肢によって台詞が変化する。また、特定のパーティでしか発生しないPAがあり、その場合は、貴重なアイテムの入手条件になっていることが多い。
モンスター図鑑
今作では「撮影」と「敵分析」のフィールドアクションを使い、全モンスターの外見とデータを集める。ボスの外見とデータはある人物から購入する。
通信対戦
別売りの通信ケーブルを使って、友達と対戦、アイテム交換ができる。シミュレーションRPGだが、ゲーム本編と同じく、フィールドアクションが使えたりするなど、奥深いシステムになっている。

## 登場人物

### プレイヤーキャラクター
本作には決まった主人公が存在せず、フィールド上で操作しているキャラクターが主人公的な立場でストーリーを進めていく事になっている。
プリシス・F・ノイマン
種族 - エクスペル人
武器 - マジックハンド（リュックサックの機能）
エクスペルのリンガ村出身の天才発明少女。オープニングで彼女が宇宙船を操縦していたり、旅立ちの前に彼女が仕切って話し合いをしており、物語もプリシスの視点から始まる。前回の冒険の後、クロードの勧めにより地球に移住。最新の機械技術を学んで充実した日々を過ごしていた。オペラからのSOS信号を受けて、自ら開発した宇宙船でかつてのメンバーを集め、未開惑星「エディフィス」へと出発する。後にエクスペルが銀河連邦に加盟するきっかけを作るなど、科学者として名を残す。
常時「むじん君」と呼ばれる自作ロボットに乗っている。必殺技やフィールドアクションはクリエイションで作ったアイテムで覚える。
漫画版のエピローグで成人しても相変わらずな姿を見せた。
レオン・D・S・ゲーステ
種族 - フェルプール
武器 - 本
エクスペルのラクール王国出身の少年科学者。プリシスらと共に地球に渡って、紋章術の研究をしていた。その才能を遺憾なく発揮し、クロードの母（イリア）の手伝いをしている。紋章学の権威として後世に名を残す。
紋章術（主に氷・闇属性）で攻撃するほか、補助系の術も使う。
漫画版ではリヴァルと両想いになり、「アクマ」の真実から更に哀しい別れを経て成長していくことになる。エピローグの地球にてリヴァルと瓜二つの恋人がいる。
アシュトン・アンカース
種族 - エクスペル人
武器 - 双剣
双頭竜に取り憑いた紋章剣士。前作での冒険の後、プリシスたちが地球へ行ってしまったためしばらく寂しさのあまり寝込んでいたが、現在は立ち直って剣の修行に打ち込んでおり、その点ではディアスとも話が合うらしい。当初は疎んじていたギョロとウルルンとの生活も今ではそれなりに楽しんでいるが、一般人への影響が無きにしもあらずなので、人里はなれたリンガの山小屋で暮らしている。
前回の冒険の後から料理に凝りだしたそうで、そのためか初期ステータスで「包丁」のスキルを持っている。
ディアス・フラック
種族 - エクスペル人
武器 - 刀
エクスペルのアーリア村出身の凄腕剣士。前作での冒険は「剣豪」としての彼の知名度をさらに高め、事実上エクスペル最強の剣士と言われている。幾分か性格も丸くなったようで、モンスター退治の依頼も積極的に受けているらしい。初めからフィールドアクションの「ダッシュ」を持っているが戦闘以外は苦手。
セリーヌ・ジュレス
種族 - エクスペル人
武器 - 杖
前作での冒険の後、その名は「カリスマ紋章術師」として大陸全土に広まっていた。しかし、有名税による弊害も相応にあったようで、疲れる日常から抜け出すためか、今回のプリシスからの協力要請を受けるや否や即座にOKして出発する。前作のレナ編では特定のPAを起こすとクロス王子と婚約する事になったが、本作ではその設定が採用されている。しかし、彼との関係はそれほど進展していないらしい（ただ、数百年後のエクスペルの代表者は彼らの子孫のようである）。
紋章術（主に炎・雷・光属性）で攻撃するほか、補助系の術も使う。
ボーマン・ジーン
種族 - エクスペル人
武器 - ナックル
前作の冒険の後、妻のニーネとの間に娘のエリスを授かっていた。そのため、プリシスも彼への冒険の誘いをかけることはなかったが、どこからか情報を入手し、本人たっての希望で共にエディフィスへと向かう（ニーネの強い勧めもあった）。接近戦が得意で、コンボも繋げ易い。
ノエル・チャンドラー
種族 - ネーディアン
武器 - ナックル
エナジーネーデ出身の動物学者。エクスペルに移住してからは、その豊かな自然に癒され、動物学の研究を続けていた。紋章術（主に風・地属性）と序盤では唯一回復術もこなせるオールラウンダー。前作のドット絵ではフェルプールの容姿をしていたが、今作では一般的なネーディアンの容姿に統一されている。
チサト・マディソン
種族 - ネーディアン
武器 - スタンガン
エナジーネーデ出身の新聞記者。エクスペルに移住してからは、小さいながらも報道機関を自分の手で立ち上げ、報道の必要性をエクスペル中に浸透させるべく奔走している。護身術にも磨きをかけており、接近戦が得意で必殺技はアイテムで覚える。
オペラ・ベクトラ
種族 - テトラジェネス
武器 - 紋章銃
前作の冒険の後は、相変わらず恋人のエルネストと共に遺跡発掘のために宇宙を回っていたが、その中でエディフィスに接近した時、何らかの力による影響を受け、惑星に不時着して消息を絶つ。その直前にプリシスにSOSを送っていたことが、今回の冒険の発端となる。必殺技はプリシスやチサトと同じくアイテムで覚える。
エルネスト・レヴィード
種族 - テトラジェネス
武器 - 鞭
人工衛星テトラジェネシスに住む名の通った考古学者。前作の冒険の後は、オペラと共に遺跡発掘のため惑星を回っていたが、前述通りエディフィスに不時着してしまう。その後オペラともはぐれ、大都市アバシティの領主・アバへ反旗を翻すレジスタンスに世話になることとなった。鞭を自在に操り、遠距離攻撃を得意とする。
レナ・ランフォード
種族 - エクスペル人（ネーディアン）
武器 - ナイフ
『SO2』関連での女性主人公。前作の戦いの後はアーリア村に戻っていたが、後に銀河連邦のオファーを受けてプリシスやレオンと共に地球へ渡っており、現在は連邦の軍医としてその癒しの力を発揮している（当初はオファーを断っていたが、母であるウェスタに推されて故郷を旅立った）。ゲーム開始時は別任務が入っていたのですぐには出発できなかったが、任務終了後にエディフィスへと向かう。しかし、彼女も何らかの力の干渉により、墜落することになる。ゲームの進め方によっては仲間にせずにクリアする事も可能。
本作の攻撃方法はナイフによる攻撃となっている。肉弾戦には向かないが紋章術では回復、補助、攻撃（主に光属性）をバランスよくこなせる。
クロード・C・ケニー
種族 - 地球人
武器 - 片手剣（フェイズガン）
『SO2』関連での男性主人公。階級こそ上がってはいないが、現在も銀河連邦軍人として活躍している。レナと一緒にエディフィスへ向かうが、宇宙船が墜落。この時に何らかのウイルスに感染してしまう。治療には特定のPAを発生させる必要があり、レナ同様、最後まで仲間にならない可能性もある。彼と父親は英雄として後世に語り継がれている。
前作では序盤でしか使用出来なかったフェイズガンは戦闘とフィールドの双方で使用可能となっている。エダール剣技も扱っている。

### サブキャラクター
アバ
大都市アバシティを治める大富豪。アバシティほか、近隣にある遺跡の探索権利なども持っている。その傲慢なやり口に陰で反発する者は少なくない。醜く太った外見で自己中心的な性格である。
漫画版では民からの信望が厚い偉大で美形な統治者となっており、携帯アプリ版での容姿は漫画版に準拠した形に変更されている。
マーカス、ユリウス
アバへのレジスタンスに参加する若者達。アバに占拠されたスレーブヴィレッジという村の出身。マーカスが組織のリーダーで、ユリウスが彼の副官的な存在に当たる。エディフィスに不時着したエルネストを助けた。
シード
漫画オリジナルキャラクター。マーカスと同様、アバに両親を殺害された過去を経て、レジスタンスの副官となるが、正体はアバの理想に感銘したスパイ。原作の側近に相当する。指輪型の制御装置で原作ボスの機械兵器G・アバを操り、レジスタンス本拠を襲撃する。
リヴァル
学術都市ノットの研究所に所属する女性科学者。フィールドワーク中にモンスターに襲われたところをエディフィスに不時着したオペラに救われ、それ以来彼女と行動を共にしてきた。幾度となくエディフィスの文明を破壊し続けてきた存在「アクマ」について知るためにパーティーに合流する。
実は彼女こそが「アクマ」の正体で、マザー・エディフィスに作られた人造人間である。マザーの命令で、人類の文明レベルが一定以上になる度にグランド・ノットを使って文明を滅ぼしてきた。ストーリー中盤から本性を現し、パーティーと敵対する。
度重なる文明の破壊で自身の使命に疑問を抱いているが、マザーには逆らう事が出来ないようにプログラムされている為、宇宙船の事故によって異星人であるプリシス達を招き入れ、マザーを破壊させようと目論んだ。しかし、自身は敢えて「アクマ」に徹し、グランド・ノット中核にてマザーを守る最後の砦として立ちはだかる。
通常の姿では戦闘能力はさほど高くはないものの、最終決戦では魔術師や戦乙女などの様々な姿に変身して戦う。全ての形態を倒されると憔悴した元の姿に戻り、そのままとどめを刺されて敗北。その後は真実を話し、マザーの破壊とエディフィスの解放を託して死亡する。
漫画版では出自が大きく異なり、「アクマ」の転生する器で、彼女自身はノットの一研究者だった。優しく慌てん坊で戦いには向かないが仲間の危機に勇気を振り絞って立ち上がる芯の強さを持つ。「アクマ」の意識が目覚めると黒い翼の天女の姿となり、笑顔で人の命を奪う残虐性を露にするが、自然を尊ぶ性格は変わらずにいた。意識を共有する分身体を生み出し、それぞれが各形態を彷彿とさせる戦闘スタイルを見せ、力を収束させた姿は白い翼の天女の姿をしている。
ジーマ
機械都市ラングの最高司祭。200年前の「アクマ」の攻撃から生き延びた人間。
ラドル・クリスチン
シリーズ恒例の迷子キャラクター。本作では惑星エディフィスの旅の商人となっていて、「ノットへの道」で登場する。最終目的地である「アバシティ」に到着するまで数度に渡ってイベントが発生し正しい方角を教えることになる。本作では正解であるアバシティを含めラドルがどこかの町に到着するとその地で女性と出会うことになる。
アバシティに到着した際に登場する少女のルミナはラドルと一緒に『SO3』にも登場している。
漫画版でも一行の前に度々姿を現す方向音痴の行商人として登場。濃いグレーの髪に琥珀色の瞳をした青年。一緒に遺跡を探索して、自慢の商品で戦闘に参加するなどサブレギュラーに昇格。最終決戦には足手まといと付いて行かなかったが、エピローグで地球に現れ、新しい冒険に一員として加わる。
マザー・エディフィス
グランド・ノットの中核よりエディフィスを支配する惑星管理コンピューター。人間の文明を制御する為、一定以上の文明を持った暁には「アクマ」を遣わして惑星の文明のフォーマットを行わせてきた。しかし今回の事件にて「アクマ」であるリヴァルに反逆された事でプリシス達の侵入を許し、守る者もいない中で呆気なく破壊された。
守護者であるリヴァルは既に亡くなっており、自身には防衛機構も何も備わっていない為、何もしてこないマザーを撃破するだけのイベントバトルとなっている。
漫画版ではエディフィスの未来を見限り、惑星そのものを消そうとしたために猛反発したリヴァルに破壊されながらも重傷を負わせる。その後、スクラップ同然の姿で、なおも一行とリヴァルに迫り、両者に更に攻撃を加えながらも反撃に遭って、今度こそ撃破された。
ガブリエ・セレスタ
トライエース作品恒例の隠しボス。隠しダンジョン「シレン遺跡」の最深部に行くと戦える。
イセリア・クィーン
トライエース作品恒例の隠しボス。ガブリエ・セレスタの分身。ゲーム中に存在する10種類の「神の指輪」を全て集め、「シレン遺跡」の最深部に行くと戦える。
また、旧式のゲームボーイでプレイ中にある場所に行くことでアイテムをくれる。

## 舞台

### 惑星
エディフィス
水と地表の比率が98:2のほぼ水の未開惑星。先住民はエディフィアン。同名の惑星管理コンピューターに支配されており、「人間は自らの文明を制御できない生物なので、放って置くと滅びてしまう。よって、文明を発展させないようにすること」を主任務としてプログラムされている。そのため、人間の文明が一定水準まで発展する度に、代弁者であり破壊者である「アクマ」を遣わし、大破壊を引き起こし文明を崩壊させる。
一部の攻略本によると正体は地球製宇宙船の管理AI（製造年代不明）とされている。かつて、未開惑星エディフィスに降り立った地球人が、居住地を巡り先住民エディフィアンと対立し、戦争が勃発、泥沼化したと記載されている。そのため、「ギフト」は地球の文明による物で、現在エディフィスに生息している人間は地球人の子孫と考えられる。

## 用語
ギフト
エディフィスの古代文明によって作り出された物の総称。現在のエディフィスの人々では絶対に作り出せない物ばかりで、骨董品扱いされている。ガーディアン、ワープ装置、エレベーター、宇宙船などがある。
パランティアストーン
ギフトの一種。機動要塞グランド・ノットの動力源エネルギーとして使われる。
グランド・ノット
学術都市ノット上空に安置されている超弩級大型ギフト。単独で宇宙空間まで飛行できる。
エクス・トロキア
宇宙へと通じる軌道エレベータ。上部には古代人が住んでいたスペースコロニーがあり、非戦闘用ガーディアンが永遠に戻らぬ古代人の帰りを待ち続けている。
アクマ
惑星エディフィスに一定周期で現れ、惑星中を破壊尽くす謎の存在。最新記録では200年前に現れ大津波を引き起こし、大半の陸地が水没、多くの生物が死に絶えた。
その正体は惑星管理コンピューターによって生み出された知的生命体である。

## スタッフ
- ゲームデザイン：高屋敷哲
- プランナー：浅沼拓志
- グラフィッカー：市橋秀明
- フィールド、戦闘プログラム：大串輝騎
- キャンププログラム：亀井尚久
- 通信対戦プログラム：西村夏樹
- サウンドディレクター：下條勇三郎
- ミュージックコンポーザー：桜庭統
- キャラクターデザイン：東まゆみ
- ディレクター：五反田義治
- プロデューサー：山岸功典

## 関連商品

### 和書
- 攻略本
  - スターオーシャン ブルースフィア 公式ガイドブック（ISBN 4-7575-0479-9）
  - スターオーシャン ブルースフィア ファイナルガイド（ISBN 4-7577-0527-1）
  - スターオーシャン ブルースフィア 完全攻略ガイド（ISBN 4-06-339388-7）
- 漫画
  - スターオーシャン ブルースフィア
作画：水城葵 月刊少年ガンガン連載 ガンガンコミックス全7巻
    - 漫画版とゲーム本編の相違点
      - 人間関係がゲーム本編とは異なっており、ボーマンがエディフィスに同伴せずにエクスペルに留まっている。
      - ゲーム本編では醜い風貌で描かれていた領主・アバが漫画では美青年の風貌となり、性格も異なる。
      - リヴァルがノットの女性化学者として登場し、レオンと惹かれ合う。それに伴って当初はプリシスとアシュトンを主人公としていたストーリーが後半ではレオンとクロードを主人公とした展開になり、アクマにとどめを刺したのもレオンである。
      - 第一話がガンガン連載時はロニキスの生死が不明瞭だったせいか、雑誌ではロニキスがクロードとレナの上司として登場していたが、コミック化された際にはロニキスではなく別人に差し替えられている。
- 小説
  - 小説 スターオーシャン ブルースフィア
著：梅村崇 - エニックス文庫
  - スターオーシャン ブルースフィア
著：竹内誠 挿絵：中北晃二 - 電撃文庫

### 音楽
- スターオーシャン ブルースフィア　アレンジ&サウンドトラックス